# Bugis Medang
Bugis Medang is een bestuurslaag in het regentschap Sumbawa van de provincie West-Nusa Tenggara, Indonesië. Bugis Medang telt 876 inwoners (volkstelling 2010).